# Pedivela

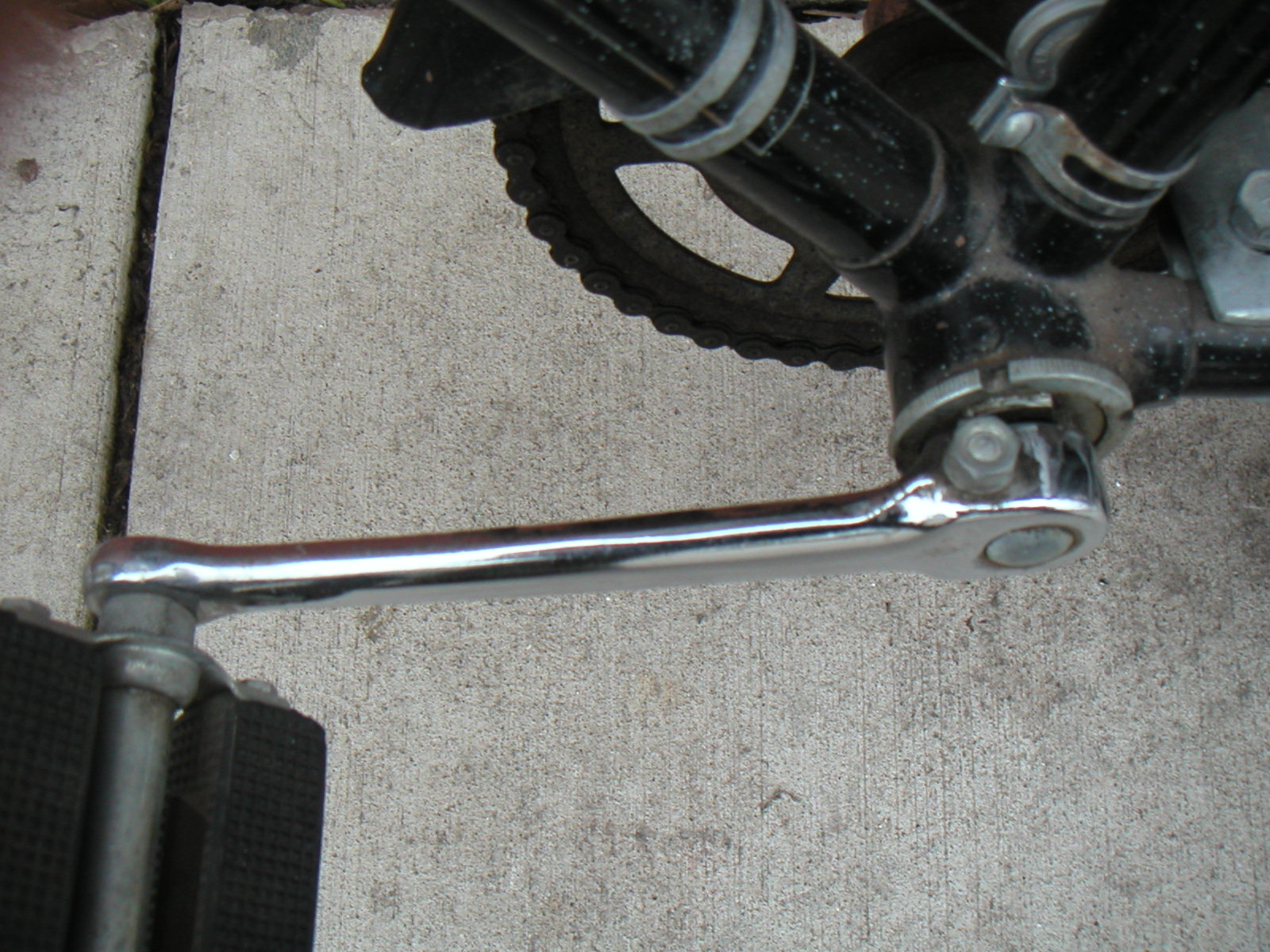
Braço esquerdo de um pedivela. É a peça cromada entre o pedal e o movimento central.

Pedivela, também chamada de cranque, biela ou manivela, é uma peça de bicicleta: o par de braços que, girando a coroa frontal, transferem força das pernas do ciclista para a transmissão. Existem dois tipos de pedivela: a que já vem acompanhada de coroa e a que não acompanha coroa. São vários tamanhos, marcas e materiais.
Bicicletas sem marchas possuem apenas uma coroa na frente, normalmente com 40 dentes. Bicicletas de montanha, com marchas, possuem três coroas na frente, normalmente 44, 32 e 22 dentes. Bicicletas de corrida possuem geralmente 52-38, chegando até a 58 dentes na maior; são para o público que pedala longas distâncias em estrada.
Existem pedivelas de aço, ferro, alumínio (vários tipos), titânio e carbono. A mais popular custa em média 25 reais, e a mais cara do mercado pode custar até 1900 reais (interessantes para praticantes de downhill).